# Callopora corniculifera
Callopora corniculifera är en mossdjursart som först beskrevs av Walter Douglas Hincks 1882.  Callopora corniculifera ingår i släktet Callopora och familjen Calloporidae. Inga underarter finns listade i Catalogue of Life.